# 制度的保障
制度的保障（せいどてきほしょう、ドイツ語: institutionelle Garantie, Institutsgarantie ）とは、憲法における人権保障理論の一つ。一定の客観的制度の保障を憲法において定め、間接的に人権を保障しようとする理論である。個人の基本的人権に属するものではない。ドイツの法学者、カール・シュミットがヴァイマル憲法において提唱したのが始まりである。
例えば「大学の自治」という制度を定めれば、「学問の自由」が確保される。本理論の趣旨は、公権力、特に立法による人権制限から制度の核心部分を守ることにより、国民の基本権の保障に資する点にある。なお、絶対不可侵な個人の人権とは違い、制度的保障は国家等の存在を必要とするが、根幹を揺るがすような制度の立法は認められない、とする。ただし核心部分以外の周辺部分については立法による制限も認められる、とする。
しかしながら、この理論の根本的な弱点は、核心的部分と周辺部分との区分は概念的なものにとどまり、実際の運用のいかんによって、核心的部分と周辺部分とはいかようにも変容しうる点、周辺部分に対する制限に明確な限界は設定されておらず、両者の組み合わせによって、立法者による制約は容易に核心的部分をも無際限になしうるところにある。
戦後のドイツ憲法（ボン基本法）でも、このカール・シュミット理論の影響が大きいとされてきたが、現代ではむしろ「基本権に根拠を持つ生活領域の保障」という制度的保障概念を基軸として、その主観的要素としての「権利」と客観的要素としての（広義の）「法制度」ないしは「社会システム」がいかに配分され、構築されるべきかという議論が盛んであり、そしてその根幹となる部分は立法者の立法義務に属するという理解が一般的となっている。その意味で、同じ「制度的保障」の語が用いられていてもその意味内容は大きく異なるので、注意が必要である（特にカール・シュミットのそれを正確に表現するときには「連結的補充的制度的保障」の語を用いる論者もいる）。
日本国憲法における規定として、具体的には政教分離（日本国憲法第20条第3項）・大学の自治（同第23条）・私有財産制（同第29条1項）・地方自治（同第8章）などが挙げられることが多いが、上述のカール・シュミット理論に内在する弱点（特に、カール・シュミット理論とその実際の運用においては、私有財産制はほとんど無制限に核心部分とされて社会権保障のための立法を妨害した反面、地方自治制度は逆にほとんど無制限に周辺部分と理解されてナチス体制の地ならしを演ずる結果となった）と、日本国憲法とボン基本法とのさまざまな相違から、この概念を用いることなく理解しようとする試みも少なからずなされている。